# Liste des volcans de France
Cet article recense les reliefs, sommets et lacs d'origine volcanique, ainsi que les volcans inactifs et potentiellement actifs de France.

## Liste

### France métropolitaine

#### Massif central

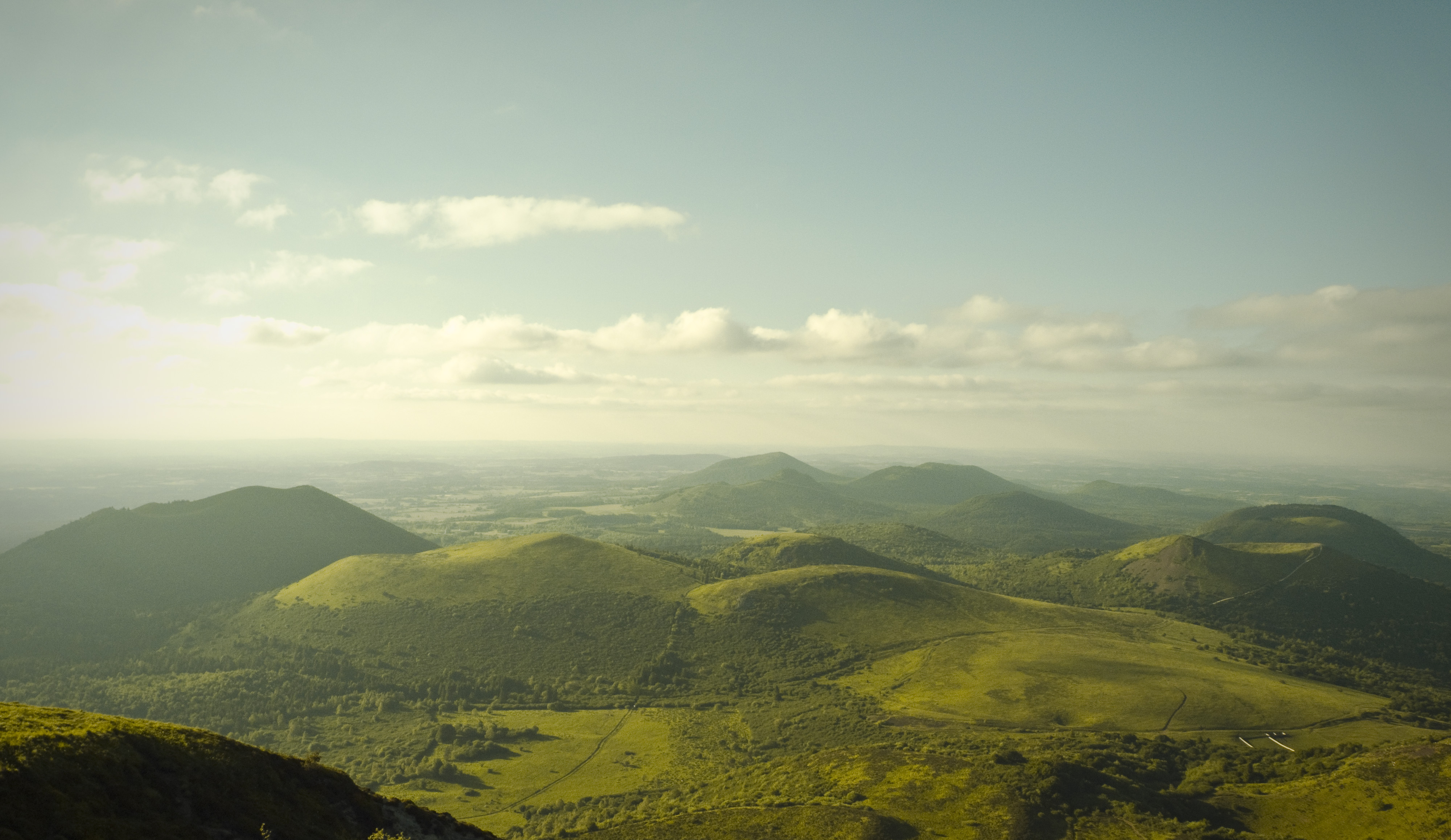
Volcans d'Auvergne.

- Bouche
- Château de Montrodeix
- Le Devet
- Fallateuf
- Fourchat
- Marcou
- Marmoison
- Mont Redon
- Montaclier
- Montagna
- Montchatre
- Montlachat
- Pisuissy
- Puy d'Alou
- Puy d'Aoust
- Puy d'Auzelle
- Puy d'Éraigne
- Puy d'Olloix
- Puy de Berzet
- Puy de Charade
- Puy de Chatrat
- Puy de Conche
- Puy de Fan
- Puy de Gourdon
- Puy de Manson
- Puy de Marquerolle
- Puy de Mazeyres
- Puy de Montredon
- Puy de la Charité
- Puy du Pérady
- Somme
- La Vigeral

##### Artense
- Le Bostioux
- Puy d'Enval
- Puy de Combret
- Puy de Lacollange
- Puy de Madic
- Puy de Monteil
- Puy de Montirat
- Puy de Montmejol
- Puy de Prodelles
- Puy de Teldes
- Puy de Vermont
- Puy de la Couronne
- Puy du Fau
- Puy du Mas
- Puy du Verdier
- Puy l'Abbé
- Le Roc

##### Monts du Cantal
- Le Cantal vestige d'un des plus grands stratovolcans visibles d'Europe.

##### Chaîne des Puys(ordre alphabétique)

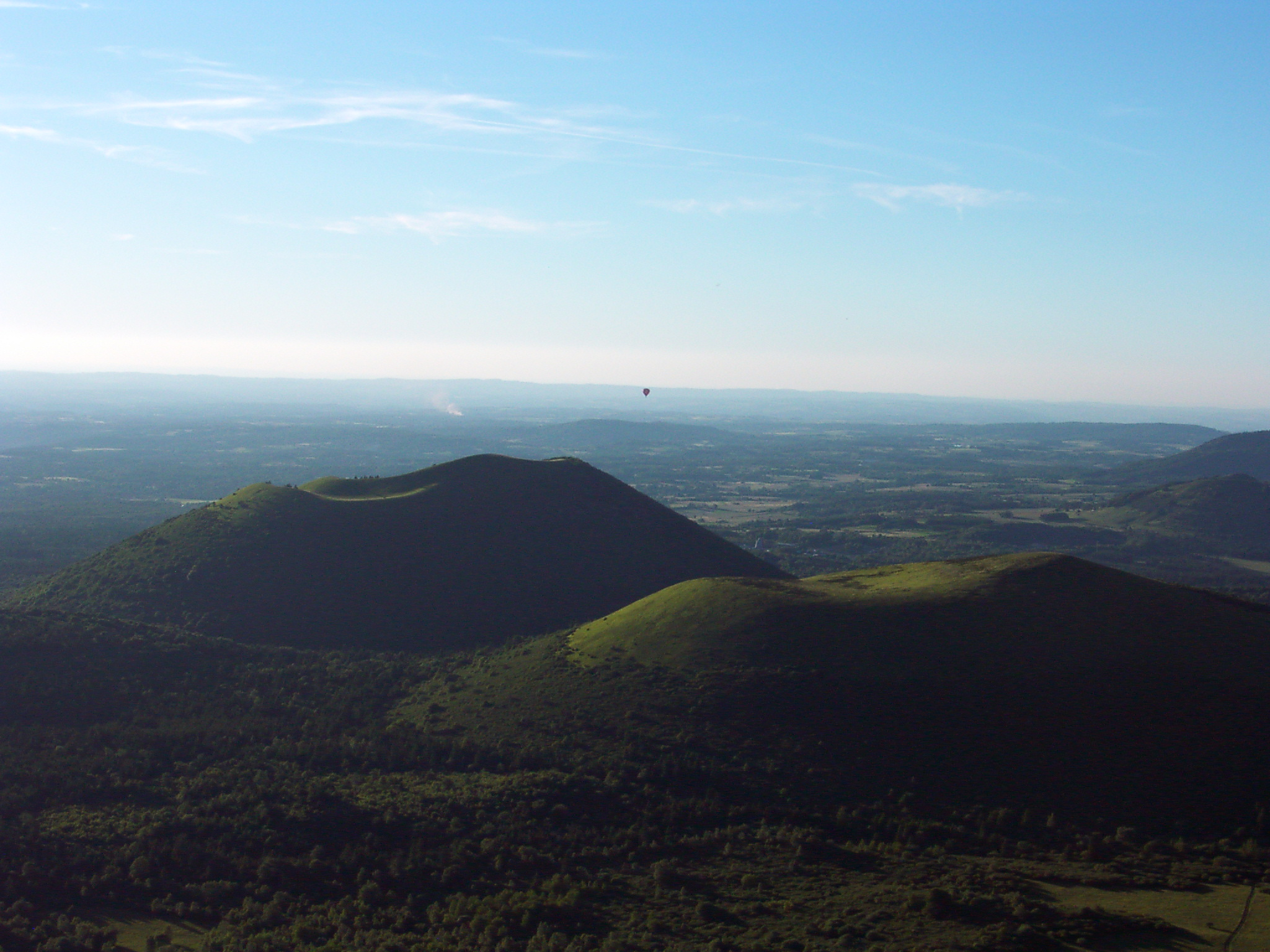
Vue du Grand Suchet au premier plan à droite et du puy de Côme au second plan sur la gauche.

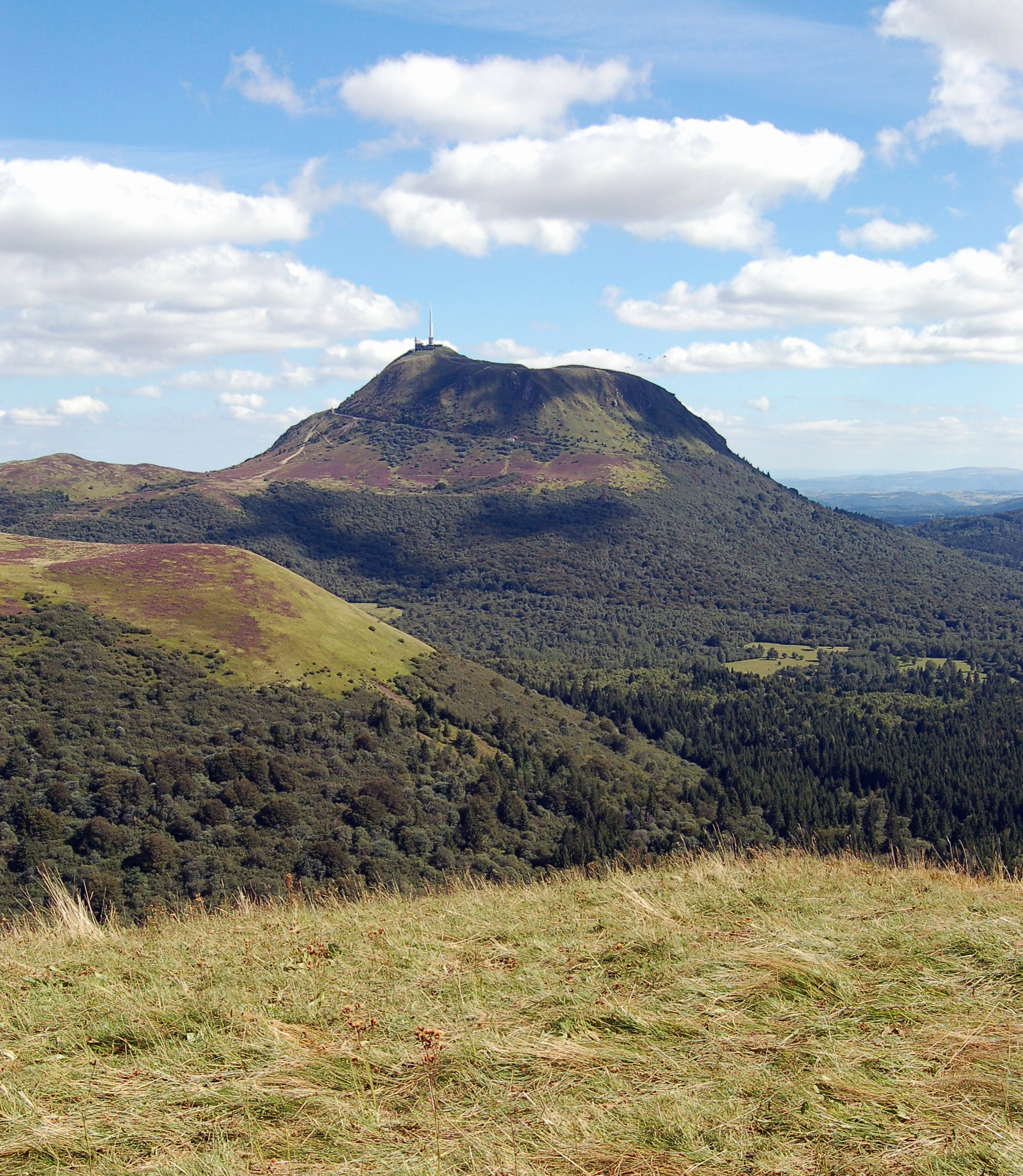
Le puy de Dôme depuis le sommet du puy de Côme.

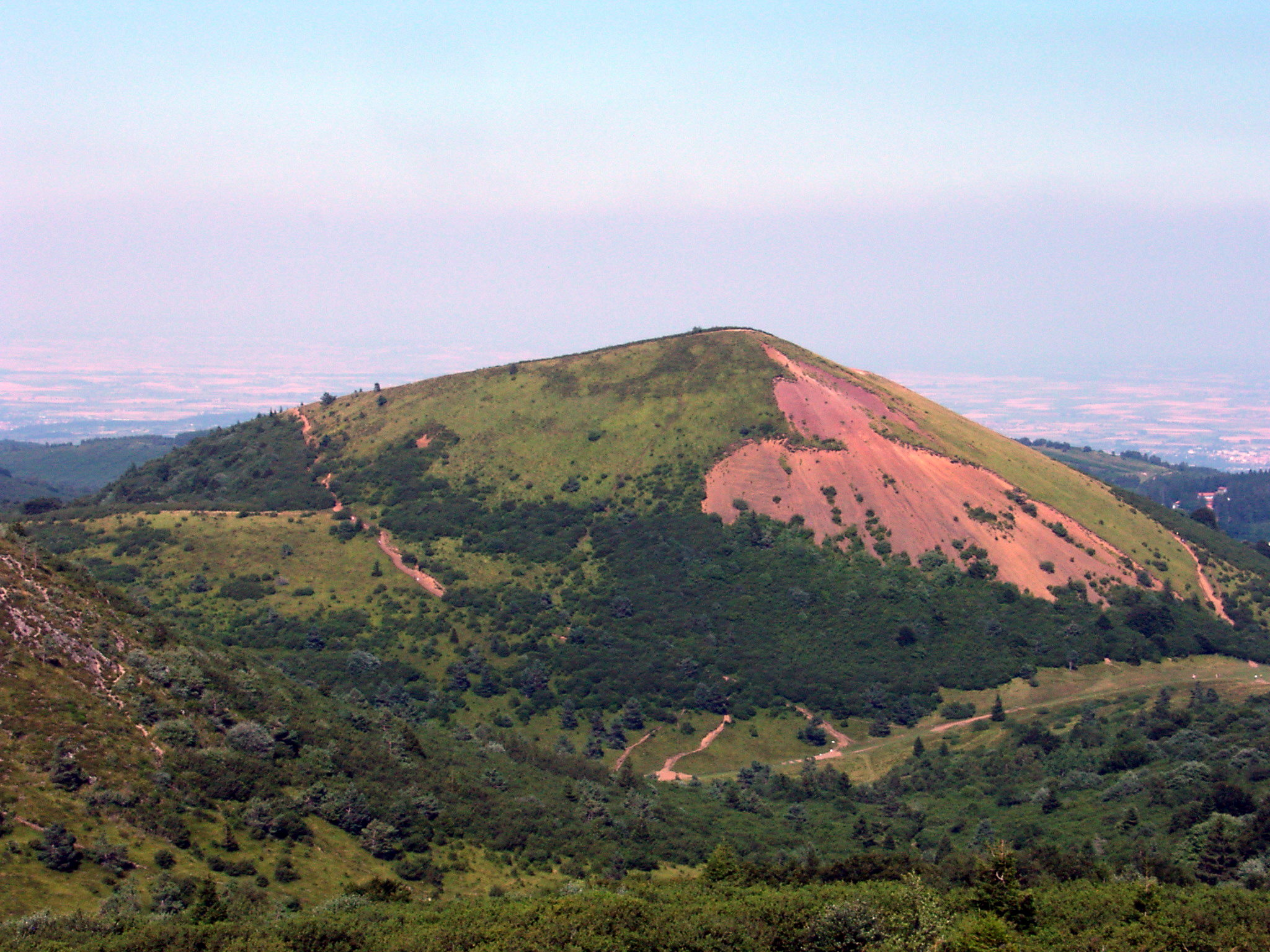
Le puy Pariou vu depuis le Grand Suchet.

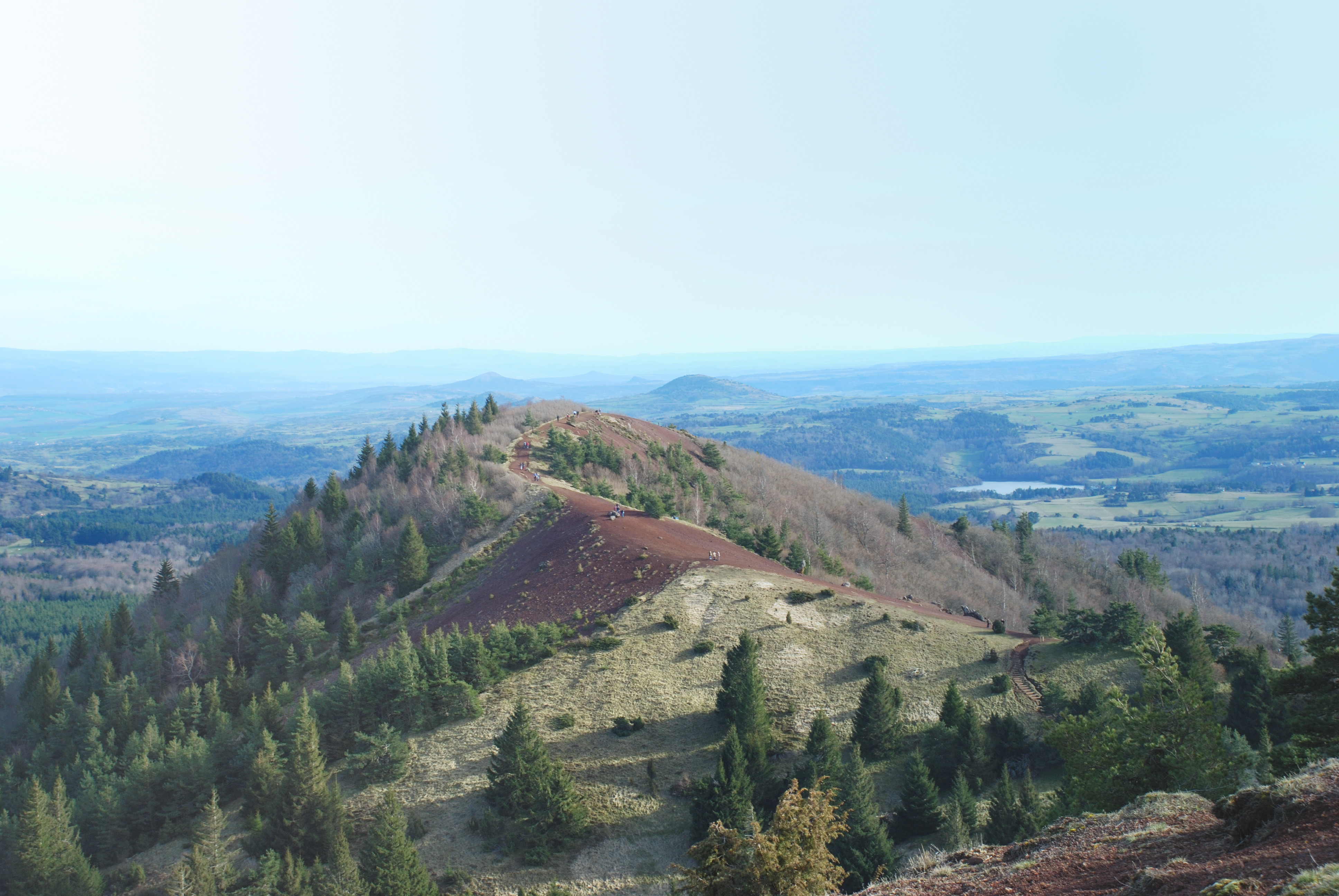
Le puy de la Vache depuis le puy de Lassolas.

- Le Chalard
- Le Cliersou
- Croix Mory
- Gour de Tazenat (maar)
- Grand Sarcoui
- Le Grand Sault
- Grand Suchet
- Maar de Jaude (maar)
- Montagne de Laschamps
- Narse d'Espinasse (maar)
- Petit puy de Dôme
- Petit Sarcoui
- Le Petit Sault
- Petit Suchet
- Puy Balmet
- Puy Chopine

- Puy Fillu
- Puy Nain
- Puy Pariou
- Puy Pelat
- Puy de Beaune
- Puy de Besace
- Puy de Boursoux
- Puy de Champ Valleix
- Puy de Charmont
- Puy de Chaumont
- Puy de Clermont
- Puy de Cocuset
- Puy de Couleyras
- Puy de Côme

- Puy de Dôme
- Puy de Fraisse
- Puy de Gorce
- Puy de Grave Noire
- Puy de Jume
- Puy de Lassolas
- Puy de Lemptégy
- Puy de Louchadière
- Puy de Mercœur
- Puy de Monceau
- Puy de Monchier
- Puy de Montchal
- Puy de Montchar
- Puy de Monteillet
- Puy de Monténard
- Puy de Montgy
- Puy de Montiroir
- Puy de Montjuger

- Puy de Paugnat
- Puy de Porcherolles
- Puy de Pourcharet
- Puy de Pradet
- Puy de Salomon
- Puy de Ténuzet
- Puy de Tressous
- Puy de Verrières
- Puy de Vichatel
- Puy des Goules
- Puy des Gouttes
- Puy des Grosmanaux
- Puy des Marais
- Puy de l'Enfer
- Puy de l'Espinasse
- Puy de la Bannière
- Puy de la Combegrasse
- Puy de la Coquille
- Puy de la Gouly

- Puy de la Mey
- Puy de la Moréno
- Puy de la Nugère
- Puy de la Rodde
- Puy de la Toupe
- Puy de la Vache
- Puy du Thiolet
- Puy la Baneyre
- Puy Plantas
- Puys de Barme
- Suc de Beaunit
- Suc de la Louve

##### Combrailles
- Barboiry
- Puy de Banson
- Puy de Boucaud
- Puy de Montcognol
- Puy de Neuffont
- Puy de la Vialle

##### Plaine de la Limagne
- L'Avoiron
- La Bade
- La Bastide
- Celle
- Chambory
- Charmont
- Le Château
- Le Chouty
- Colline Saint-Roch
- Courdeloup
- La Garde
- La Garde
- La Garde
- La Garde
- Le Genestou
- Le Grand Raymond
- Le Gros Turluron
- Le Grun
- Le Grun d'Artheyre
- Grun de Côte
- Grun de Goile
- Itourte
- La Jonquière
- Méraille
- Mercurol
- Mons
- Mont Coupet
- Mont Querrier
- Montcelet
- Montdory
- Montfoulhoux
- Montjoux
- Montlaizon
- Montrognon
- Montroy
- La Motte
- Nid Poulhoux
- Le Petit Mauzun
- Le Petit Raymond
- Le Petit Turluron
- Pic de Brionnet
- Pic de Cheix Blanc
- Pic de Dimond
- Pic de Garagnon
- Pic de la Garde
- Pic de Mercurol
- Pic de Vindoux
- Pic des Fleurides
- Pié de Charenty
- Pié de Ponnet
- Pié du Roi
- Pié Rouge
- Puy Benoît
- Puy Ferrat
- Puy Gérand
- Puy Giroux
- Puy Long
- Puy Merle
- Puy Moriot
- Puy Neyrand
- Puy Pendu
- Puy Rousset
- Puy d'Anzelle
- Puy d'Auger
- Puy d'Ecouyat
- Puy d'Ysson
- Puy de Baine
- Puy de Bane
- Puy de Céveloux
- Puy de Champerogne
- Puy de Chanturgue
- Puy de Chiniat
- Puy de Cimard
- Puy de Cléophy
- Puy de Corent
- Puy de Courand
- Puy de Courcourt
- Puy de Crouel
- Puy de Joux
- Puy de Lavelle
- Puy de Loule
- Puy de Marcoin
- Puy de Marmant
- Puy de Marmant
- Puy de Mercœur
- Puy de Montaudoux
- Puy de Montmol
- Puy de Mur
- Puy de Peyronère
- Puy de Pileyre
- Puy de Pouyet
- Puy de Rayat
- Puy de Redadoux
- Puy de Saint-André
- Puy de Saint-Hippolyte
- Puy de Saint-Romain
- Puy de Saint-Sandoux
- Puy de Serpanoux
- Puy de Tobize
- Puy de Var
- Puy de la Chèvre
- Puy de la Pierre
- Puy de la Poule
- Puy des Chaumes
- Puy des Gardelles
- Puy du Marquoi
- Le Quay
- Rayat
- Les Rioux
- La Rodde
- Le Suc
- Suc de Mongebrout
- Le Suquet
- Le Teyras

##### Massif du Devès
- Les Ardennes
- Le Bret
- La Brune
- La Chabonne
- Le Chausse
- Chauvet
- Chenillac
- Choumary
- Côte Rousse
- Le Croustet
- Le Devès
- Doufaye
- La Durande
- L'Estrade
- Farère
- La Farette
- Fontoubette
- Le Fougaud
- La Garde
- La Garde
- La Garde
- La Garde
- La Garde
- La Garde
- La Garde
- La Garde
- La Garde
- La Garde
- La Garde
- La Garde
- La Garde
- La Garde
- La Garde
- La Garde
- La Garde
- La Garde
- La Garde
- La Garde
- La Garde Durbe
- La Garde Piavade
- La Garde d'Aunac
- La Garde de Céreyzet
- La Garde de Fay
- La Garde de Fleurac
- La Garde de Moutet
- La Garde de Naves
- La Garde de Tallobre
- La Garde de Vabrettes
- La Garde des Baraques
- La Garde des Ceyssoux
- Les Gardes
- Les Gardes
- La Gardine
- Le Gaytioux
- Gombert
- Le Gray
- Le Guidet
- L'Hiver
- Lac du Bouchet (maar)
- Lampiney
- Marencou
- Le Martolet
- Martouret
- Monchamp
- Mont Ayraud
- Mont Burel
- Mont Faget
- Mont Farnier
- Mont Fouey
- Mont Jallet
- Mont Long
- Mont Maillon
- Mont Marché
- Mont Marelle
- Mont Monat
- Mont Recours
- Mont Ronzon
- Mont Tartas
- Montchaud
- Montchiroux
- Montgiraud
- Montgros
- Montjus
- Montlut
- Montmouillé
- Montpignon
- Les Moulinchettes
- Narces de la Sauvetat (maar)
- Pauilles
- Pey Freid
- Pey Vey
- Peyrachas
- Peyrouse
- Plan de Julliard
- Le Plot
- Le Plot
- Plot de Mouret
- Le Pouzat
- Le Rachas
- Rafirou
- Raye-Fait
- La Roche
- Roche du Bouchet
- Rocher de la Fagette
- Le Rouchasset
- La Rouchille
- Le Roussat
- Séjourde
- Le Suc
- Le Suc
- Suc de Combret
- Suc de Miceselle
- Les Trounes
- La Vesseyre
- La Vesseyre
- La Veysseyre

##### Monts Dore
- Augère
- Groupe de la Banne d'Ordanche
- Chantauzet
- Le Cocudoux
- Lac Chauvet (maar)
- Lac Pavin (maar)
- Lac de Servières (maar)
- Montagne de la Plate
- La Montagnoune
- Groupe du puy de l'Aiguiller
- Massif Adventif
- Puy Chambon
- Puy de Chambourguet
- Puy Corde
- Puy de Cornilloux
- Puy de la Croix Morand
- Puy du Cros
- Puy d'Ébert
- Puy Gros
- Puy Loup
- Puy May
- Puy de Montchal
- Puy de Montcineyre
- Puy de l'Ouire
- Puy d'Ourceyre
- Puy de Pertuyzat
- Puy Pouge
- Puy de Saint-Martin

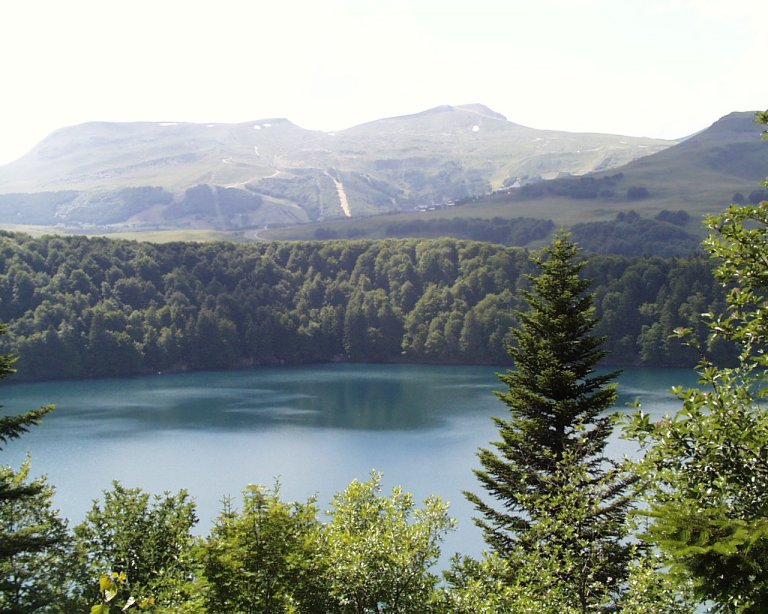
Vue du maar de Pavin.

- Massif du Sancy vestige d'un stratovolcan.
- Puy de Serveix
- Puy de Vivanson
- Puy des Prêtres
- Roc Blanc
- Roche Sanadoire
- Roche Tuillière
- Tartaret
- Le Trioulérou

##### Monts du Velay

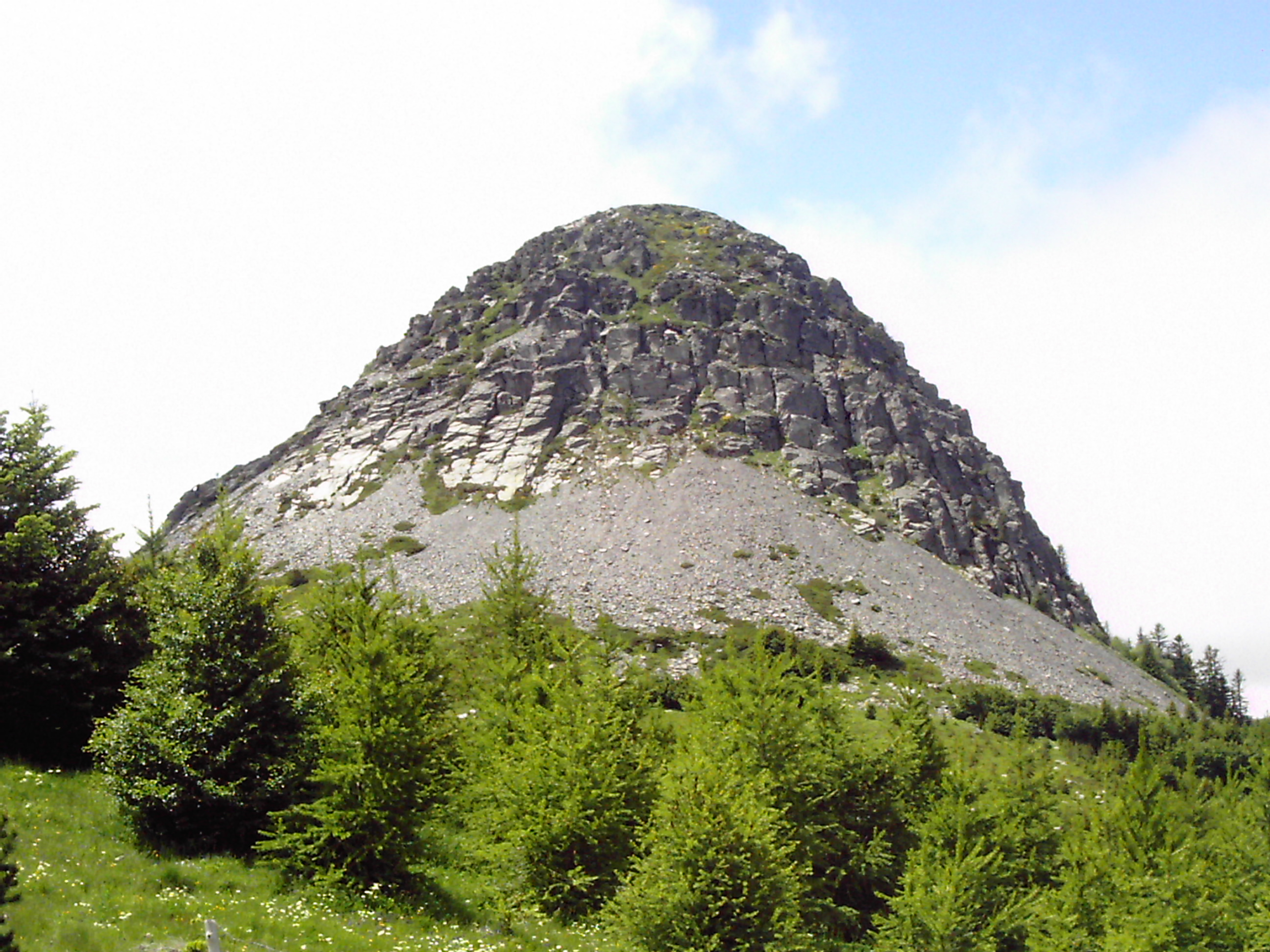
Vue du mont Gerbier-de-Jonc en venant de Saint-Martial au nord-est.

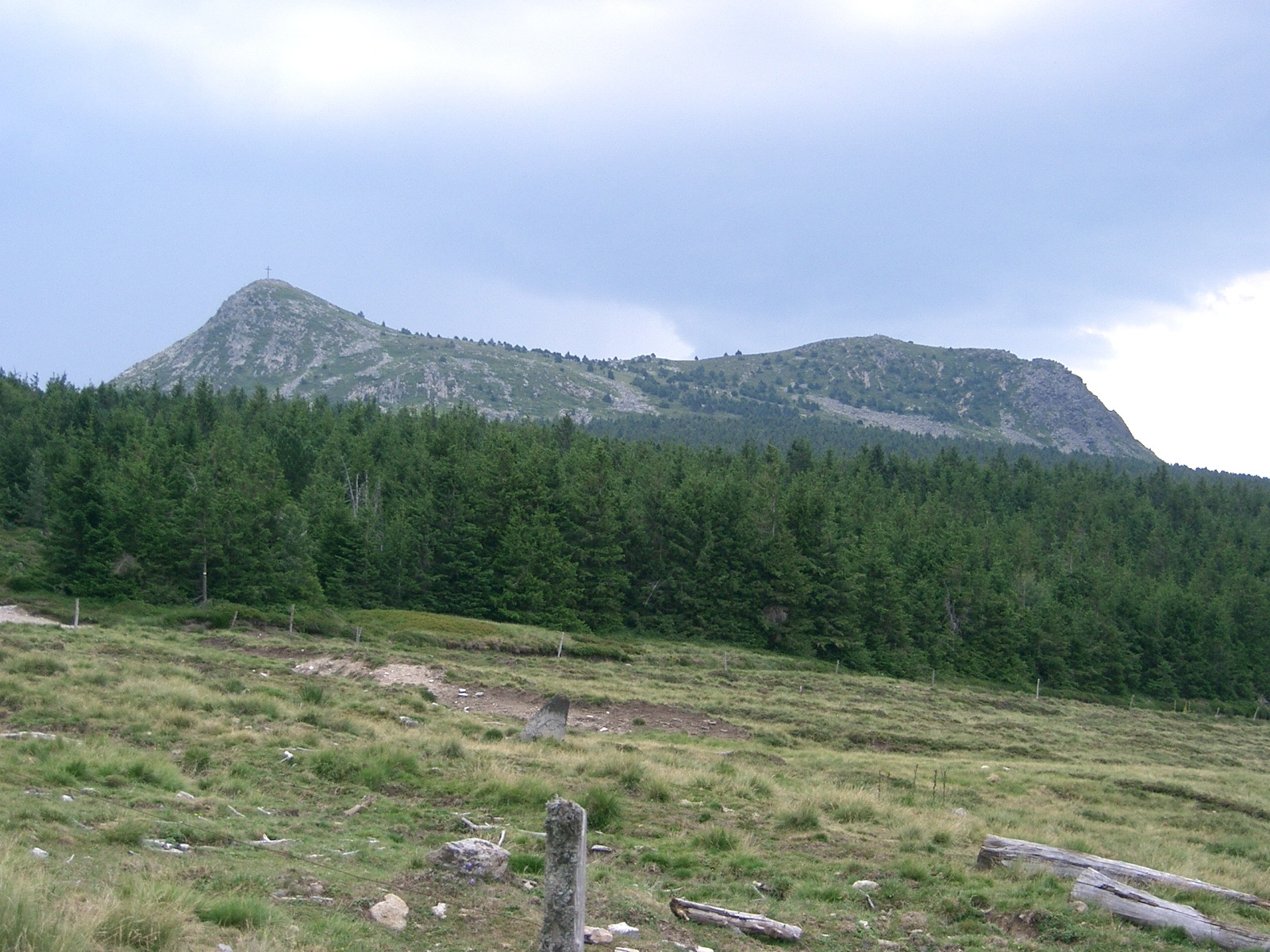
Vue des deux sommets du mont Mézenc.

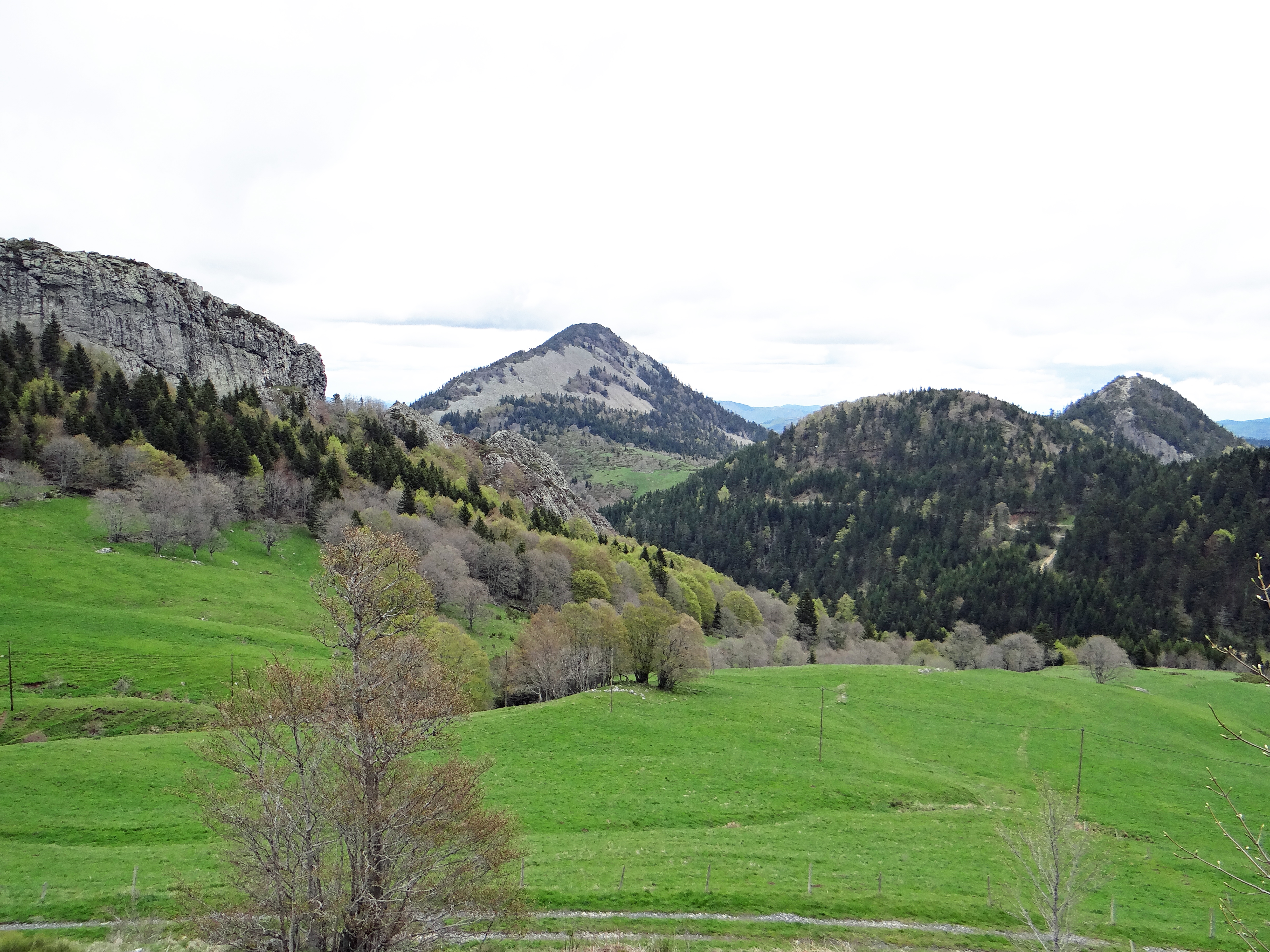
Vue du rocher des Pradoux, à gauche, et du suc de Sara, au centre, depuis la RD 378.

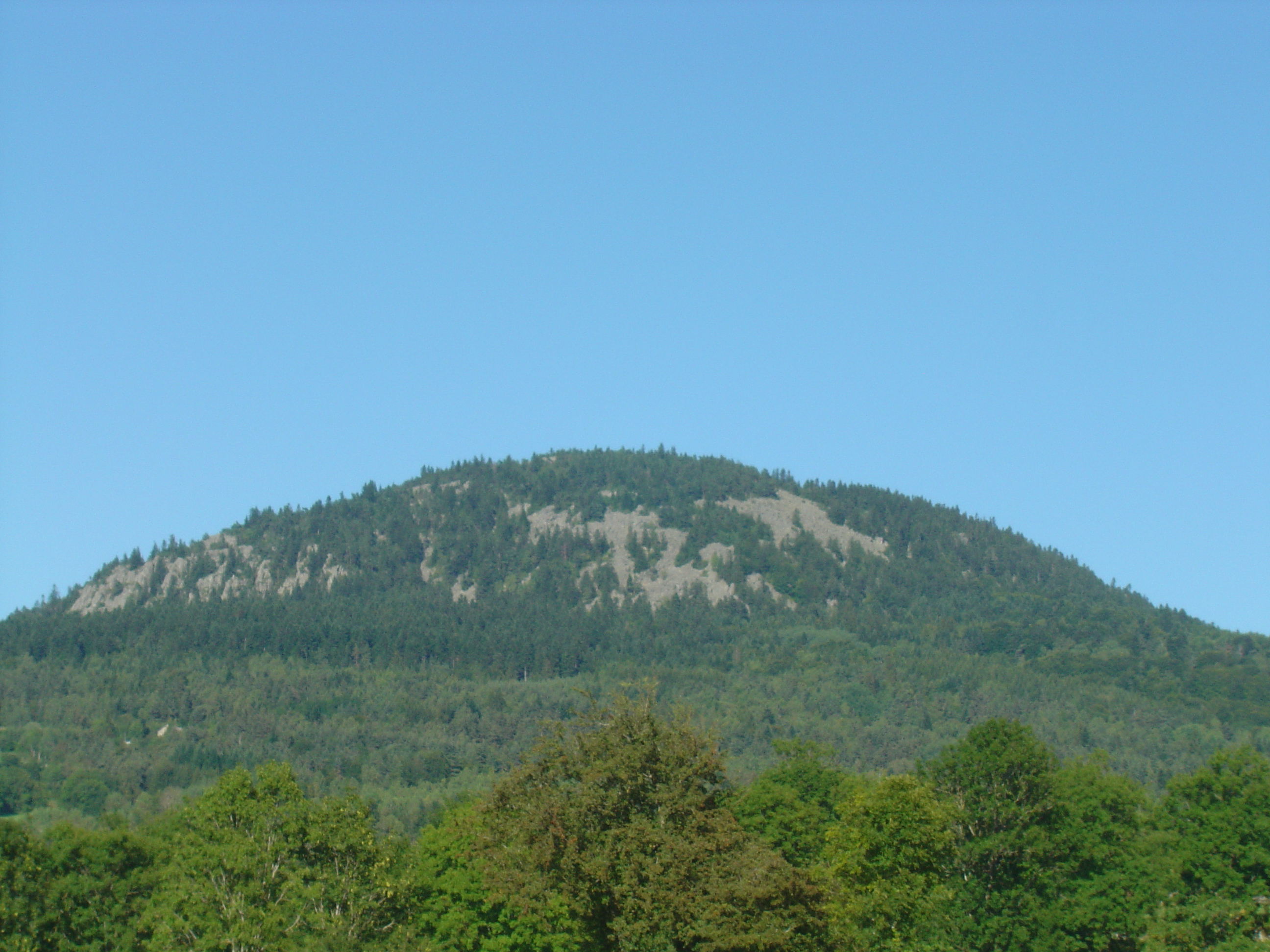
Le Grand Testavoyre.

- La Banaria
- Les Bastiers
- Bertaud
- Le Bouchillou
- Bramefont
- La Broze
- Le Calvaire
- Le Chabrier
- Chabrières
- La Cham du Cros
- Chambesse
- Le Champ de Mars
- Chantegrail
- Chapaussel
- Chastelas
- Chaulet
- Chauvelon
- Chauvet
- Le Chouvel
- Chouvet
- Le Clarel
- Colline de Saint-Roch
- Costebelle
- La Courbe

- Les Coux
- La Croix
- La Cunette
- La Denise
- La Dent
- Le Devès
- La Fayas
- Le Fayet
- Fontalazon
- Gachat
- La Garde
- La Garde
- La Garde
- La Garde d'Ours
- La Garde de Doue
- La Garde de Lacussol
- La Garde de Mons
- La Garde de Sinzelles
- Le Gascou
- Gouleyou
- Grand Suc
- La Gravenne
- Les Grenans
- La Grosse Roche
- Huche Plate
- Huche Pointue
- Lac d'Issarlès (maar)
- Lac de Saint-Front (maar)
- La Madeleine
- La Mézère
- Miaune
- Mont Bar
- Mont Baury
- Mont Bayt
- Mont Briançon
- Mont Brunelet
- Mont Chabrier
- Mont Chanis
- Mont Charcon
- Mont Chiniac
- Mont Chiroux
- Mont Chouvet
- Mont Courant
- Mont Fracelier
- Mont Gerbier de Jonc
- Mont Gerbizon
- Mont Gros
- Mont Jonnet
- Mont Loségal
- Mont Mézenc
- Mont Peynastre
- Mont Pidgier
- Mont Plaux
- Mont Redon
- Mont Rouge
- Mont Saint-Maurice
- Mont Serre
- Mont Signon
- Mont d'Alambre

- Montbarnier
- Montbuzat
- Montcharret
- Montchaud
- Montchaud
- Montchiroux
- Montchouvet
- Le Montezet
- Montivernoux
- Le Montourtier
- Montrachas
- Le Mounier
- Mounier
- Musac
- Nouroux
- Pérouet
- Petit Suc
- Pey Gerbier
- Peylenc
- Peyramont
- Peyre de Bard
- Pic de Mercœur
- Pic du Lizieux
- Pichot
- Pied de Glavenas
- Plaine de Fariès
- Le Plateau
- Puy la Roua
- Le Raide Mont
- Le Ranc
- Ranc Chabrier
- Ranc de la Garde
- Rechausseyre
- Roche Chabreyre
- Roche Girard
- La Roche de Luc
- Roche du Bachat
- Rochefougou
- Rocher Corneille
- Rocher d'Aiglet
- Rocher d'Eynac
- Rocher de Cégeade
- Rocher de Cheylard
- Rocher de Faure
- Rocher de Faux Fay
- Rocher de Pialoux
- Rocher de Soutron
- Rocher des Pradoux
- Rocher Tourte

- Les Roches
- Roches de Borée
- La Rodde
- Le Rond
- La Sagne
- Le Say
- Le Sépoux
- Serre d'Olpillère
- Serre de Berthy
- Serre de Montmoulard
- Le Serre de la Fare
- Serre du Grésier
- Le Servey
- Sommet de Prat Berland
- Le Suc
- Suc Échacouse
- Suc d'Achon
- Suc d'Alibert
- Suc d'Antreuil
- Suc d'Ardemez
- Suc d'Armenaud
- Suc d'Arnoux
- Suc d'Ayme
- Suc d'Émeral
- Suc d'Oursier
- Suc de Bartou
- Suc de Bauzon
- Suc de Bellecombe
- Suc de Beyssac
- Suc de Cèneuil
- Suc de Champblanc
- Suc de Charbonnière
- Suc de Chaumont
- Suc de Chauven
- Suc de Cherchemus
- Suc de Combres
- Suc de Cornavy
- Suc de Courniol
- Suc de Doumas
- Suc de Fiallet
- Suc de Garde
- Suc de Gorse
- Suc de Jallet
- Suc de Jalore
- Suc de Jorance
- Suc de Jouran
- Suc de Malleys
- Suc de Martouret
- Suc de Mialaure
- Suc de Monac
- Suc de Monet
- Suc de Montaigu
- Suc de Montchamp

- Suc de Montfol
- Suc de Montivernoux
- Suc de Moulas
- Suc de Parousset
- Suc de Périllade
- Suc de Piou
- Suc de Rougeac
- Suc de Sara
- Suc de Saussac
- Suc de Séponet
- Suc de Taupernas
- Suc de Touron
- Suc de Varenne
- Suc de l'Église
- Suc de l'Herm
- Suc de la Cluche
- Suc de la Conche
- Suc de la Cuche
- Suc de la Gravenne
- Suc de la Lauzière
- Suc de la Mure
- Suc des Chardes
- Suc des Garnasses
- Suc des Horts
- Suc des Houroudes
- Suc des Ollières
- Suc des Rullières
- Suc des Tourettes
- Suc du Barri
- Suc du Besset
- Suc du Chalas
- Suc du Fau
- Suc du Martouret
- Suc du Mounier
- Suc du Pal
- Suc du Perier
- Suc du Pertuis
- Suc du Vert
- Suc l'Alauze
- Le Suchas
- La Suchère
- Les Taillis
- Tarsoux
- Tenlaire
- Testavoyre
- La Tortue
- La Touberche
- Vallier
- La Vestide du Pal (maar)
- Le Volamont

##### Massif de l'Aubrac
- Pic de Mus
- Puy de Gudette
- Rocher du Cheylaret
- Signal de Mailhebiau
- Truc de Marchastel

##### Massif du Cézallier
- Leiranoux
- Mont Chamaroux
- Puy de la Vaisse
- Signal du Luguet

#### Autres
- Volcan de Beaulieu (maar)

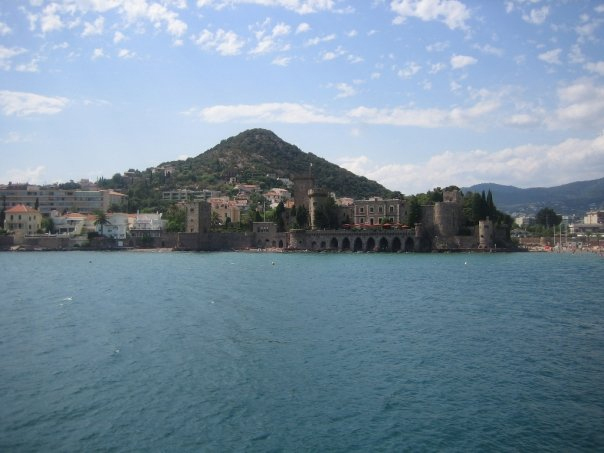
Cône volcanique de San Peyre.

- Île Julia (revendiquée par la France, l'Italie, et le Royaume-Uni)
- Massif de l'Esterel
- Mont de Thélod
- Plateau de l'Escandorgue
- Plateau du Coiron
- Roc de Peyre
- San Peyre
- Truc de la Fare
- Volcan d'Agde
- Volcan d'Essey-la-Côte
- Volcan d'Ossau

### France d'Outre Mer

#### Antilles françaises

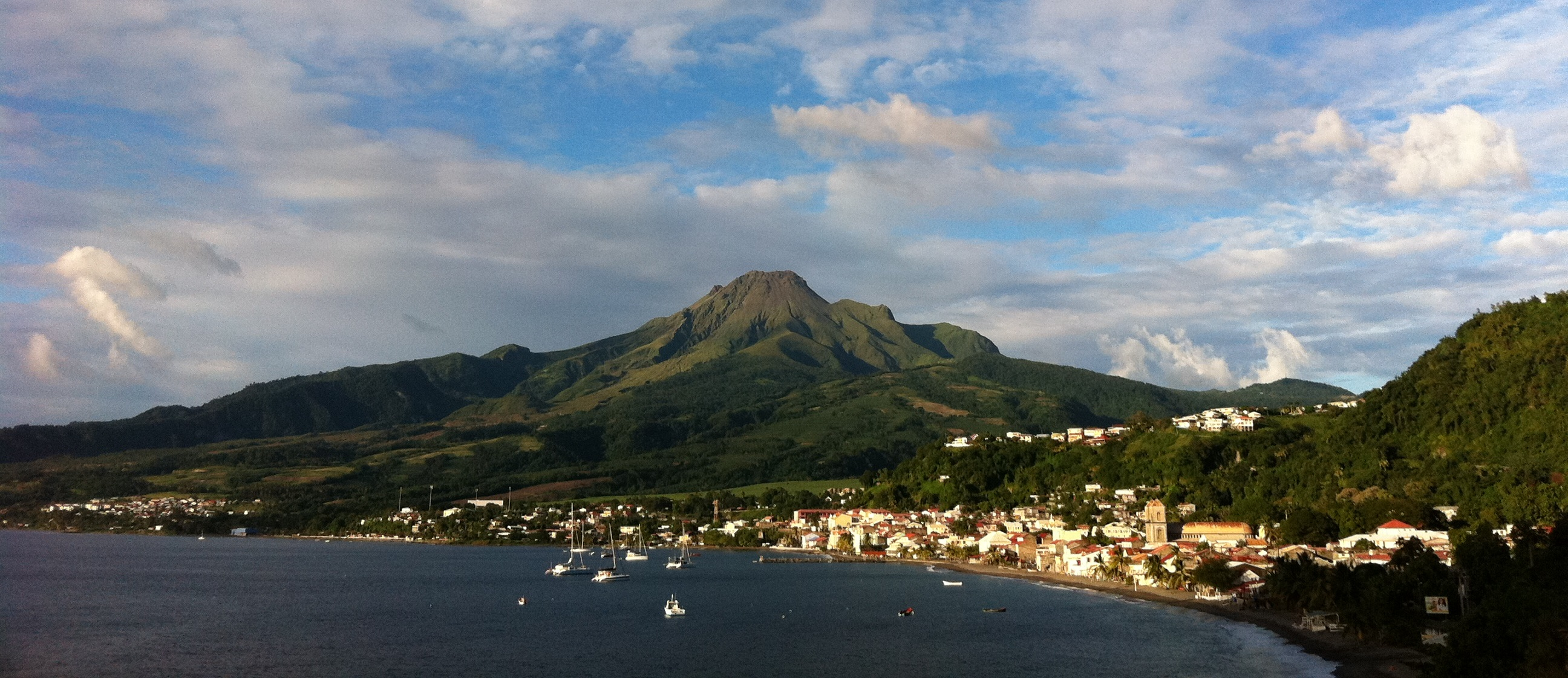
Vue de la montagne Pelée avec la rade de Saint-Pierre au premier plan.

##### Guadeloupe
- La Citerne
- L'Échelle
- Soufrière (actif)

##### Martinique
- Pitons du Carbet
- Montagne Pelée (actif)

#### Océan Indien

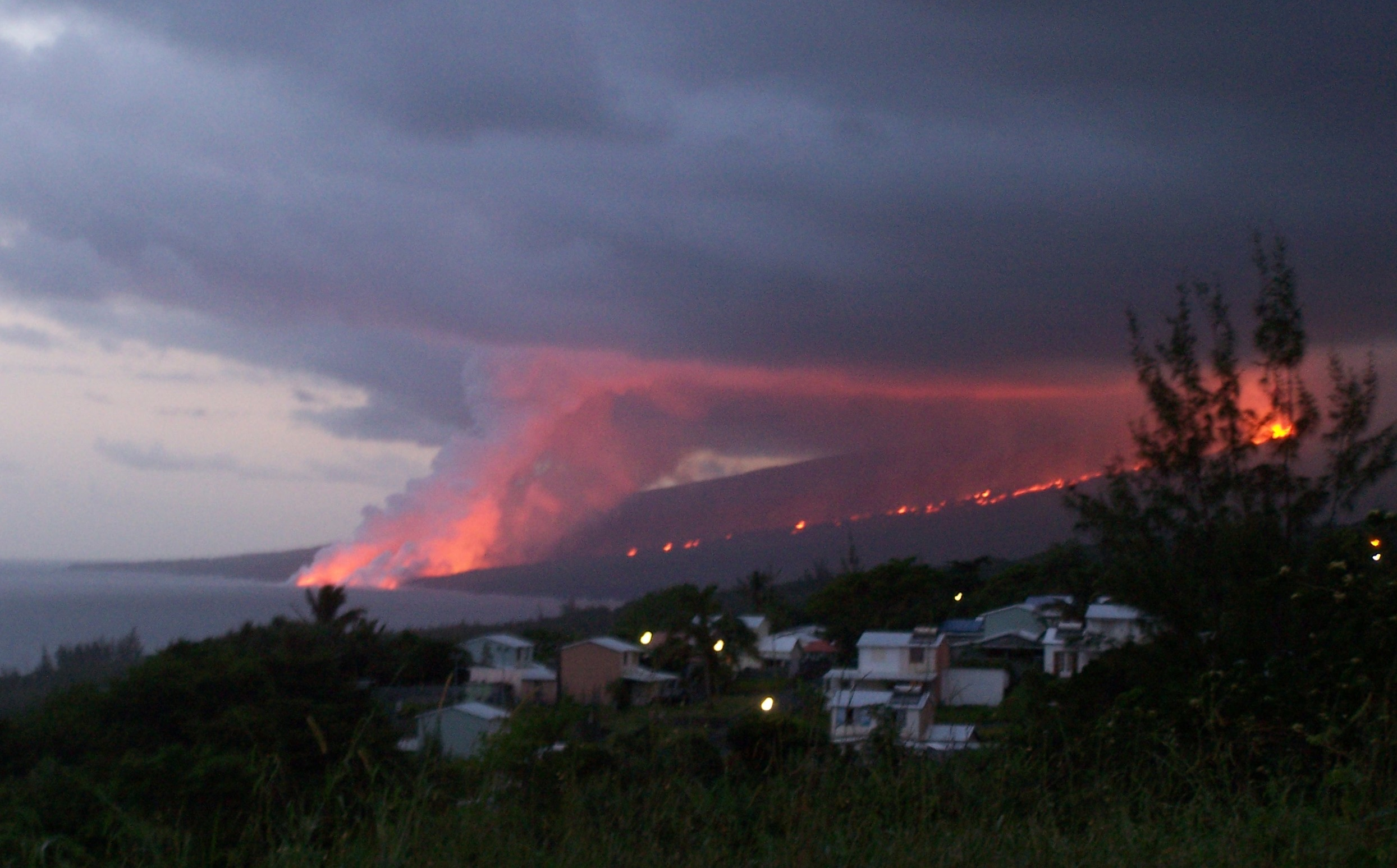
Coulées de lave lors de l'éruption du piton de la Fournaise en avril 2007.

##### Mayotte
- Mont Bénara

##### La Réunion
- Piton des Neiges (endormi)
- Piton de la Fournaise (actif)
- Volcan des Alizés (n'existe plus)

##### Terres Australes et Antarctiques françaises
- Mont Boomerang (sous-marin, proche de l'île Amsterdam, actif)

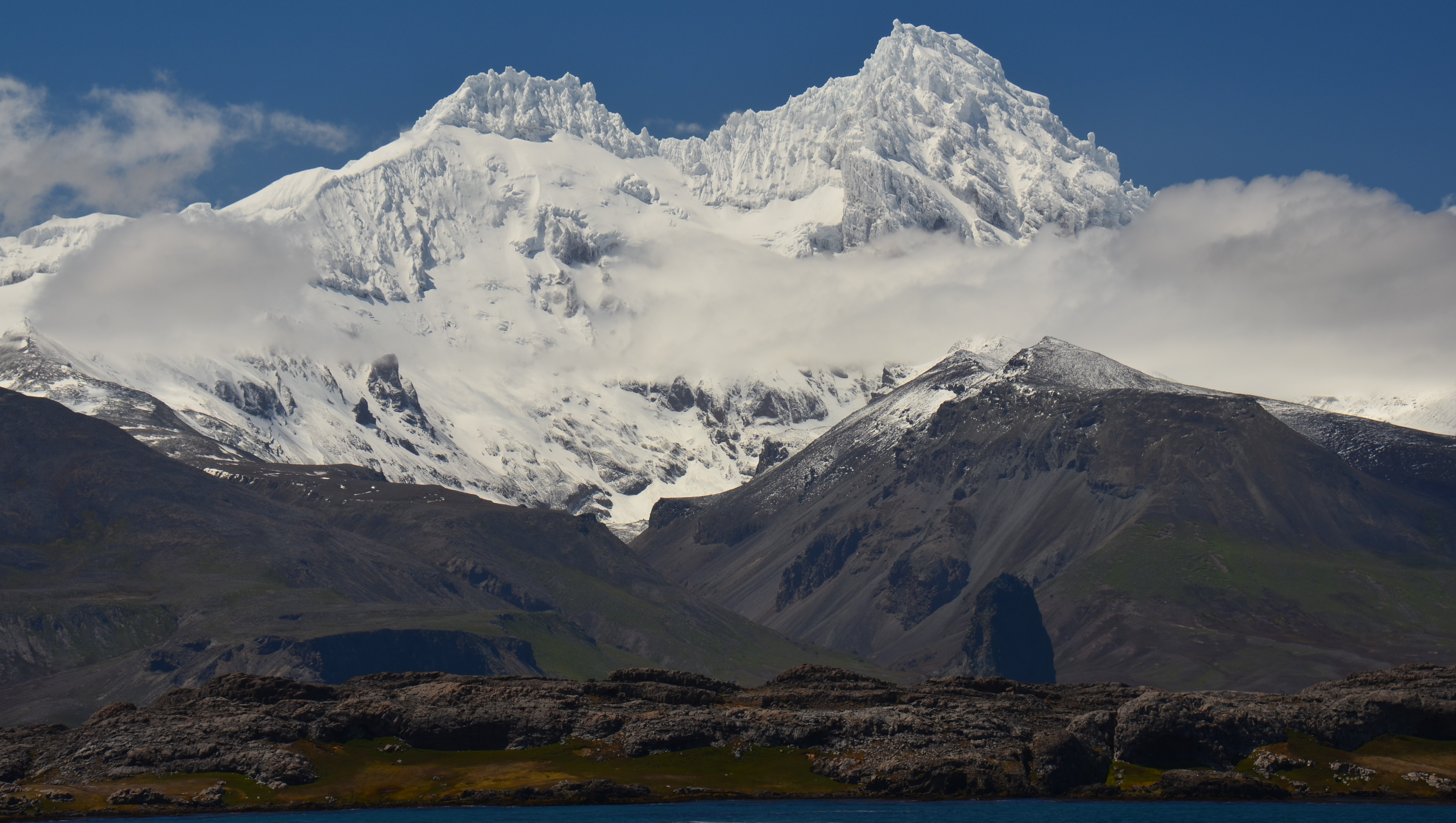
Vue du mont Ross depuis le navire Marion Dufresne en décembre 2013.

- Île aux Cochons
- Île de l'Est
- Île de la Possession (actif)
- Île des Pingouins
- Îles Kerguelen :
  - Mont Ross
- Île Saint-Paul (actif)
- Îlots des Apôtres

#### Pacifique Sud

##### Nouvelle-Calédonie
- Île Matthew
- Île Hunter

##### Wallis-et-Futuna
- Kulolasi (sous-marin, actif)

##### Polynésie française
- Bora-Bora

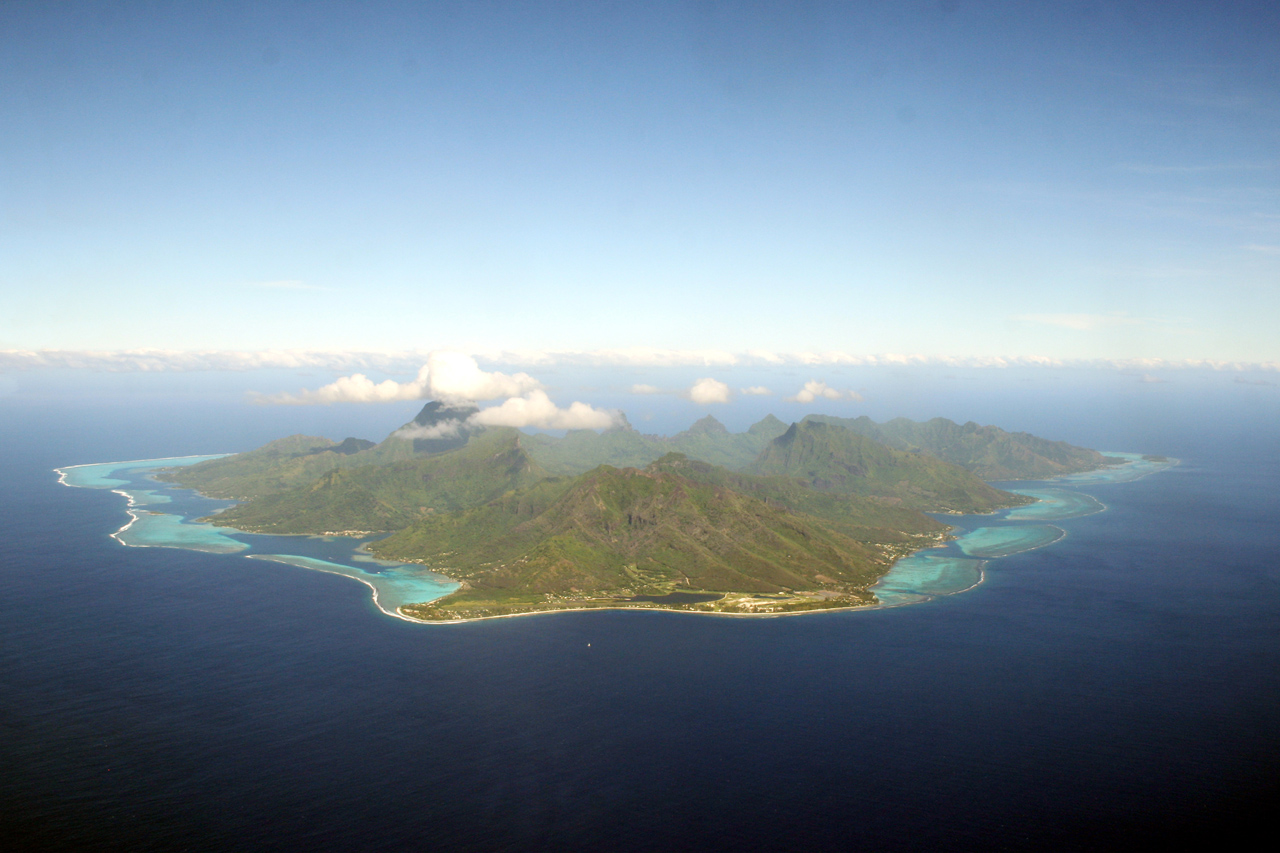
Mo'orea, vue d'avion.

- Mont MacDonald (sous-marin, actif)
- Mangareva
- Mehetia (actif)
- Moorea
- Moua Pihaa (sous-marin, actif)
- Raiatea
- Mont Rocard (sous-marin, actif)
- Nuku Hiva
- Mont Ronui
- Teahitia (sous-marin, actif)
- Tahiti